# Jordi de Wittelsbach
Jordi de Baviera anomenat el Ric (Burghausen 15 d'agost de 1455 - Ingolstadt 1 de desembre de 1503), (en alemany Georg, Herzog von Bayern-Landshut) va ser l'últim duc de Baviera-Landshut-Ingolstadt. Era fill de Lluís IX el Ric i d'Amàlia de Saxònia.

## Biografia
Juntament amb el seu cosí Albert IV de Baviera-Munich, Jordi va tractar d'estendre la seva influència a l'Àustria Anterior, però el 1489 va abandonar aquestos plans per resoldre les diferències amb Frederic III, emperador del Sacre Imperi. Jordi més tard es va convertir en un sòlid aliat de l'emperador Maximilià I i va recolzar les seves campanyes a Suàbia, Suïssa, Gueldre i Hongria.
El seu casament amb la princesa Edivigis Jaguellon, una filla del rei Casimir IV de Polònia, el 1475 es va a Landshut sent una de les festes més esplèndides de l'Edat Mitjana. La parella va tenir cinc fills, tres mascles i dues femelles. No obstant això, cap dels seus fills van sobreviure a Jordi, i per les restriccions de la llei sàlica que es practicava a l'Alemanya medieval, les seves filles no podien heretar el ducat. No obstant això, Jordi va tractar de llegar el ducat a la seva filla Isabel o Elisabet i al seu marit Rupert tercer fill de l'elector palatí Felip del Palatinat. Això va portar a una destructiva guerra de successió després de la mort de Jordi el 1503/1504. Finalment va ser succeït per Albert IV de Baviera-Munich. Només el nou ducat del Palatinat-Neuburg va passar als fills de Rupert, Otó Enric, Elector Palatí (Ottheinrich) i Felip. Les comarques més meridionals de Baviera-Landshut, Kufstein, Kitzbühel i Rattenberg, van passar a l'emperador Maximilià i es van unir al comtat de Tirol.

## Matrimoni i fills
Jordi i Eduvigis o Hedwiga van tenir els fills següents:
- Lluis de Wittelsbach o Baviera (1476-1496)
- Rupert de Wittelsbach o Baviera (1477)
- Elisabet de Wittelsbach o Baviera (1478-1504), casada amb Rupert del Palatinat i va ser mare d'Otó Enric, Elector Palatí.
- Margarida de Wittelsbach o Baviera (1480-1531)
- Wolfgang de Wittelsbach o Baviera († 1482), mort poc després de néixer.